# Réserve naturelle nationale des coteaux de la Seine
La réserve naturelle nationale des Coteaux de la Seine (RNN170) est une réserve naturelle nationale située en Île-de-France dans les Yvelines et le Val-d'Oise. Classée en 2009 sur une surface de 268 ha en plusieurs secteurs, elle protège les coteaux calcaires au nord de la vallée de la Seine.

## Localisation

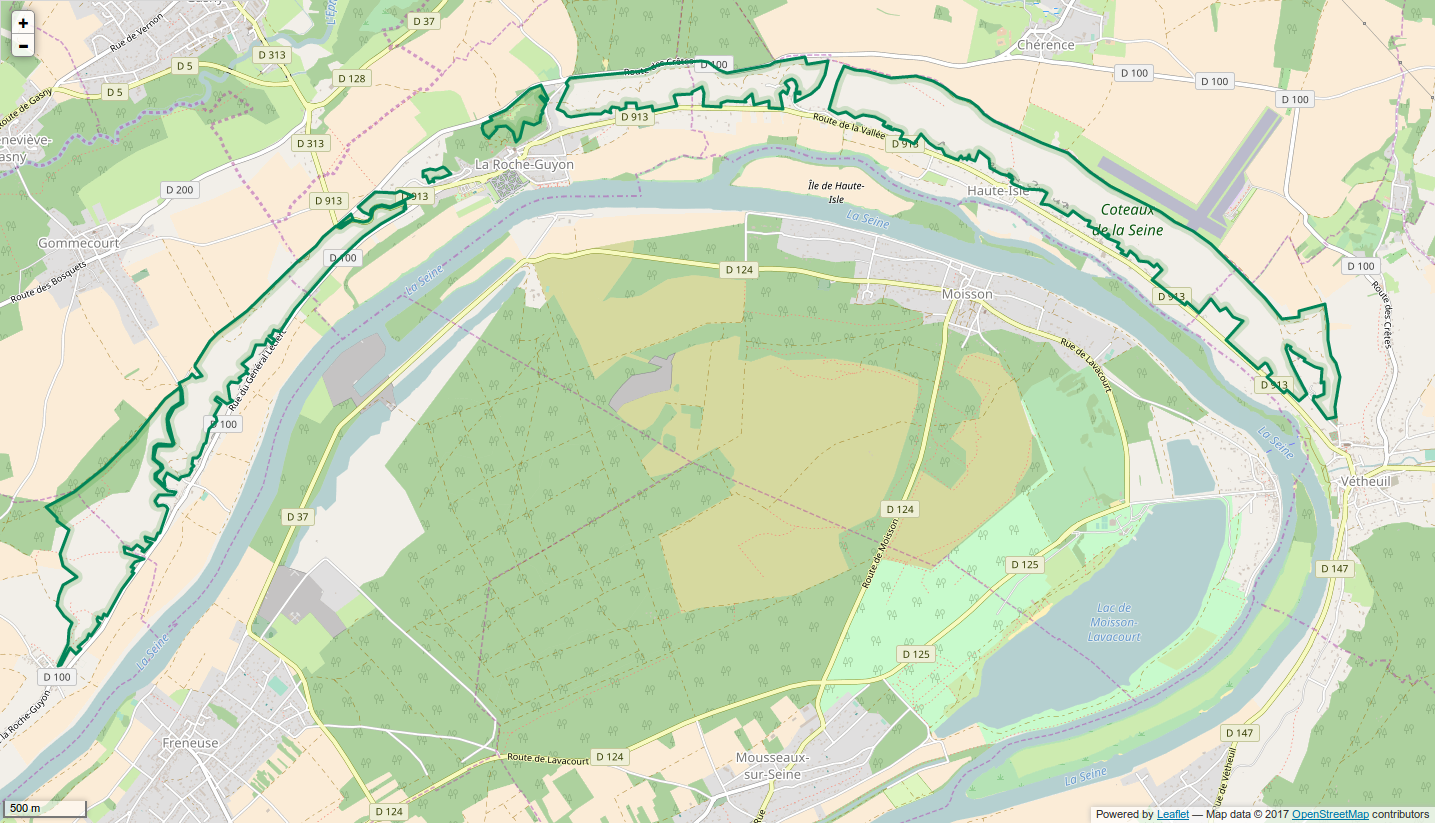
Périmètre de la réserve naturelle.

Le territoire de la réserve naturelle se trouve dans les départements du Val-d'Oise et des Yvelines. Il concerne les communes de Bennecourt, Gommecourt, Haute-Isle, La Roche-Guyon et Vétheuil. Ayant la forme d'un arc parallèle au cours de la Seine autour de La Roche-Guyon, il se trouve réparti en plusieurs secteurs proches qui forment un amphithéâtre sur le versant d’exposition sud (adret) de la vallée.

## Histoire du site et de la réserve

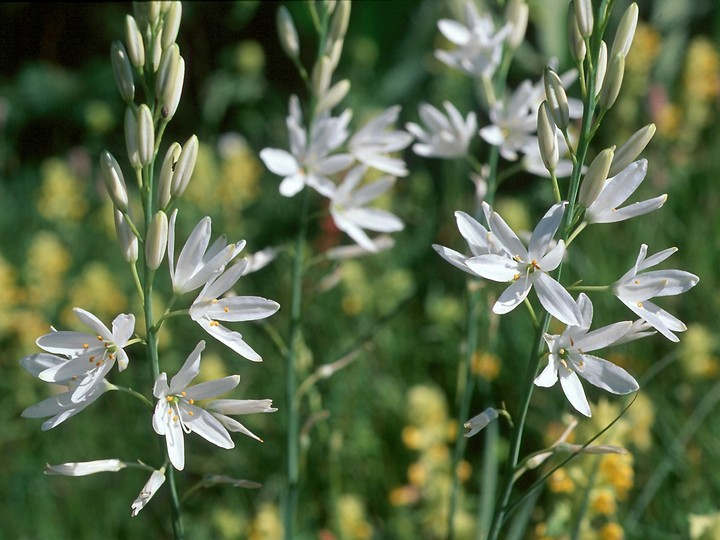
Phalangère à fleurs de lis

Ce site est reconnu pour sa flore exceptionnelle depuis le XVIIIe siècle. Autrefois occupés par des petites cultures,
des vergers, vignes et pâturages, ces coteaux ont été abandonnés après la Seconde Guerre mondiale. Depuis, les broussailles et boisements s’installent. Afin de le préserver, le site fut classé en site Natura 2000 en 2001, puis en réserve naturelle en 2009.

## Écologie (biodiversité, intérêt écopaysager…)
Les falaises et leurs pinacles crayeux représentent une entité paysagère, écologique et patrimoniale, la plus représentative de ce type d'habitat calcicole en Île-de-France.

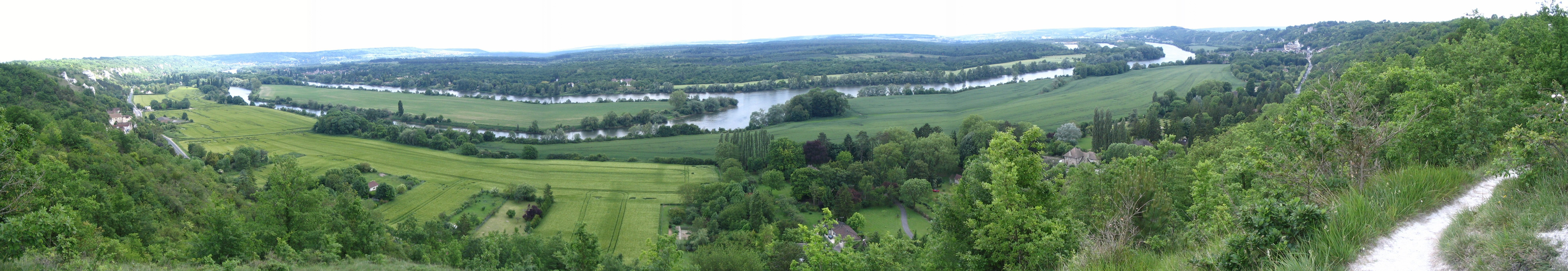
Panorama de la boucle de la Seine à la Roche-Guyon

### Flore

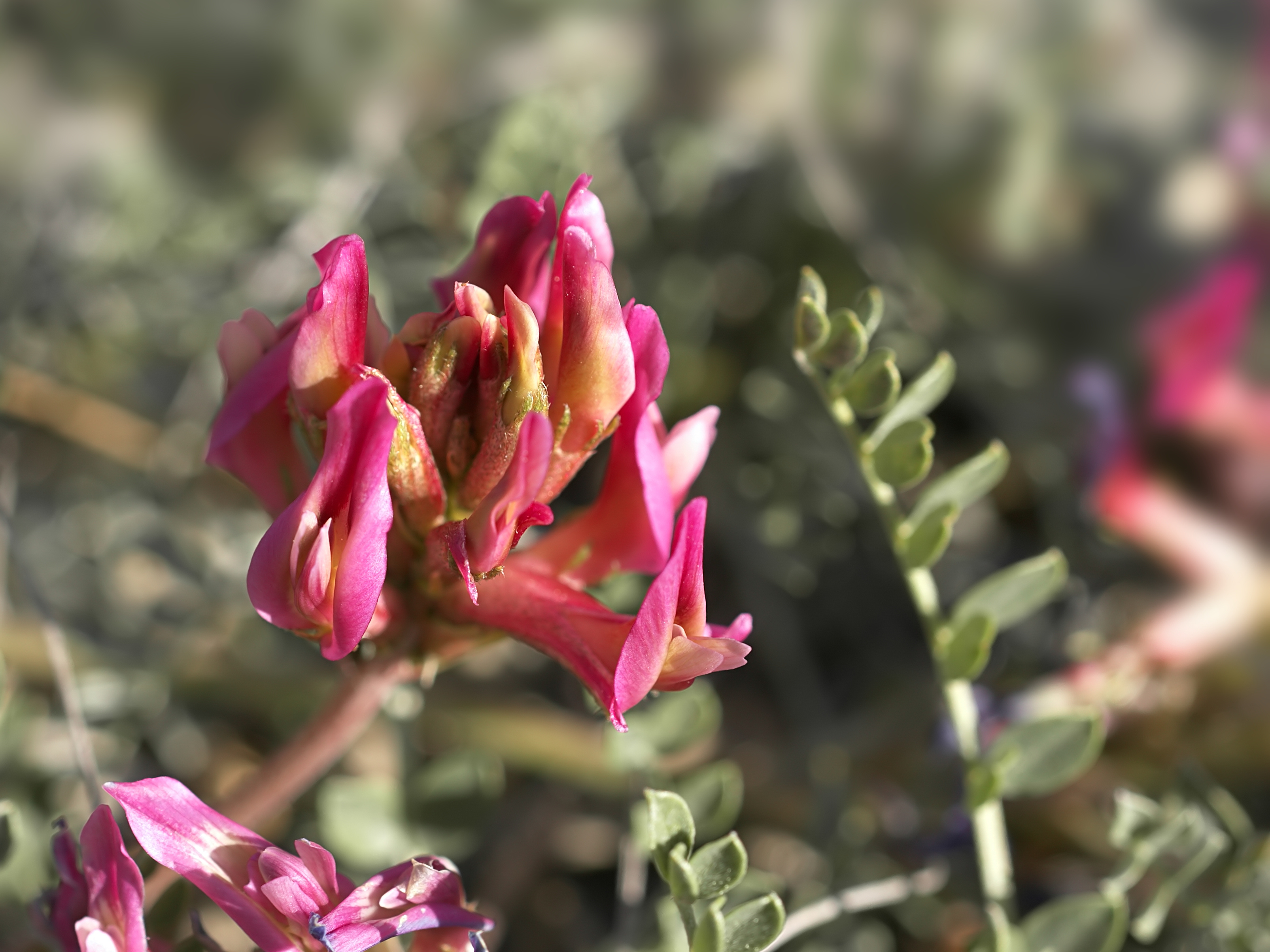
Astragale de Montpellier

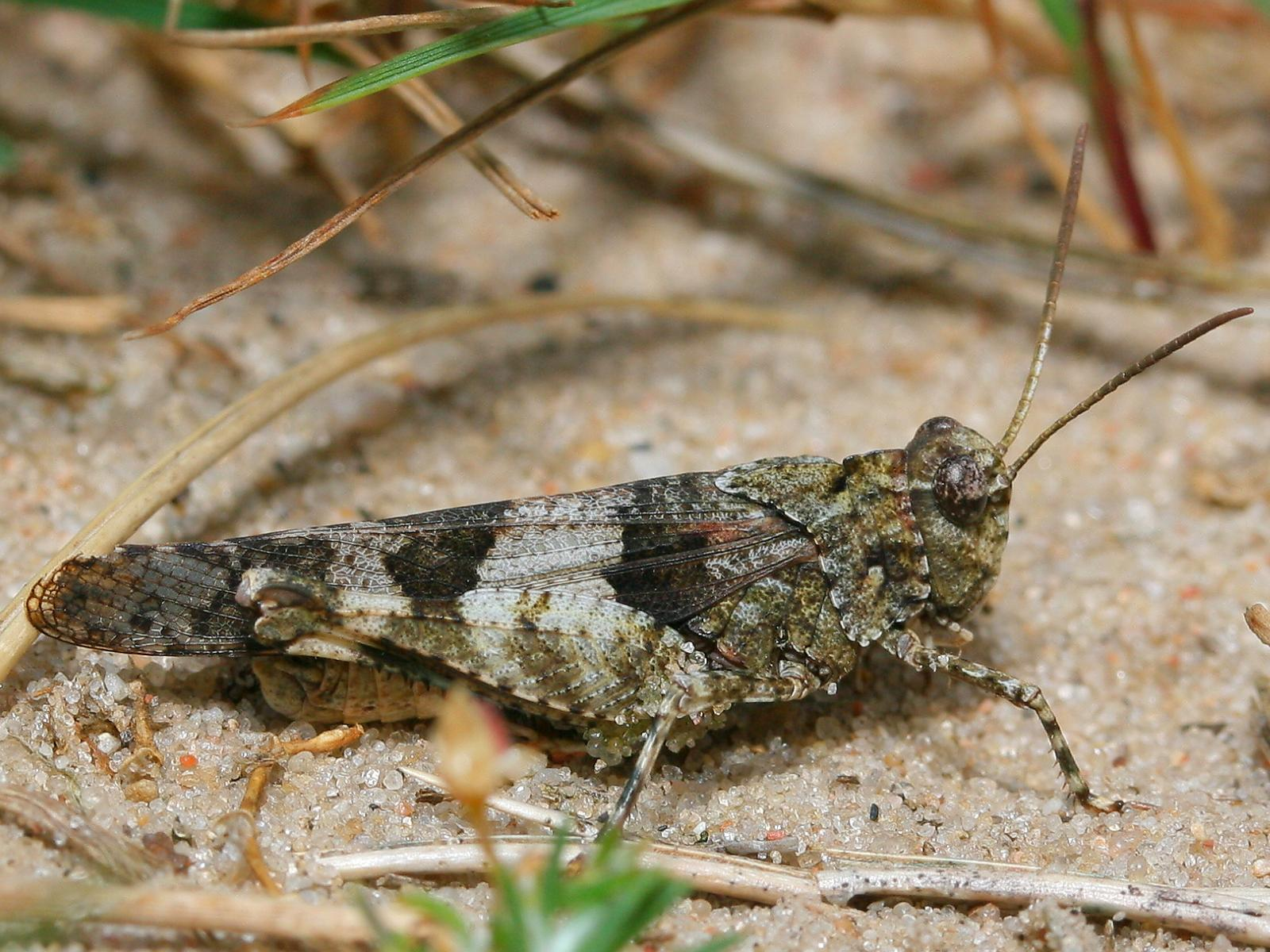
Œdipode turquoise

La flore du site compte 470 espèces dont 59 sont rares en Île-de-France. Parmi les 13 espèces protégées régionalement, on trouve la Phalangère à fleurs de lis, l'Astragale de Montpellier (très présente sur le site). Une espèce est protégée au niveau national, l'Alisier de Fontainebleau.

### Faune
L'avifaune du site compte une soixantaine d'espèces dont la Pie-grièche écorcheur, le Faucon pèlerin et la Bondrée apivore. Les reptiles comptent 5 espèces : le Lézard vert, la Coronelle lisse, la Vipère péliade,le Lézard des murailles et l'Orvet fragile. 
La variété des insectes présente sur le site constituent son second intérêt. On recense par exemple 245 espèces de papillons. Parmi les espèces remarquables d'insectes, mentionnons la Mante religieuse, l'Œdipode turquoise et la petite Cigale fredonnante. 

## Intérêt touristique et pédagogique
Des sentiers de randonnée pédestre permettent de parcourir le site. Un sentier d’interprétation des Coteaux a été mis en place le long du GR 2 entre Chantemesle et Haute-Isle. Ce circuit de 2 km permet de découvrir tout l’intérêt écologique de la réserve naturelle. Une table d’orientation est installée à Gommecourt, permettant de découvrir un panorama exceptionnel sur la vallée de la Seine.

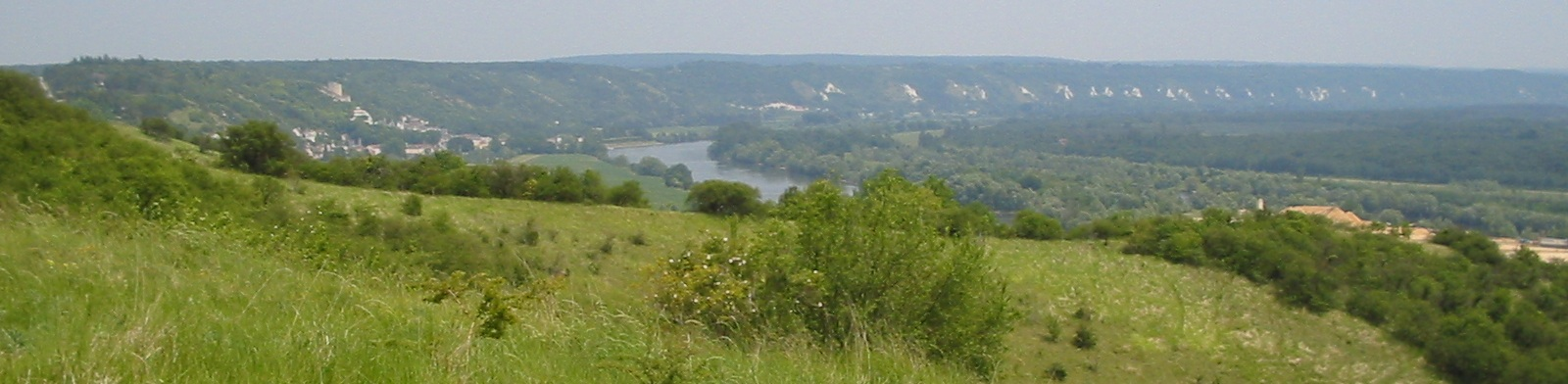
Paysage à la Roche-Guyon

## Administration, plan de gestion, règlement
La réserve naturelle est gérée par le Parc naturel régional du Vexin français.

### Outils et statut juridique
La réserve naturelle a été créée par un décret du 30 mars 2009.